# 神代站 (山口縣)
- 關於岡山縣伯備線的鐵路車站，請見「備中神代站」。
- 關於秋田縣田澤湖線的鐵路車站，請見「神代站 (秋田縣)」。
- 關於長崎縣島原鐵道線的鐵路車站，請見「神代站 (長崎縣)」。

神代站（日语：／ Kōjiro eki */?）是位於山口縣岩國市由宇町，屬於西日本旅客鐵道（JR西日本）山陽本線的車站。
在2022年春季，藤生站至德山站之間預計可以使用ICOCA。

## 歷史
- 1899年（明治32年）7月23日 - 山陽鐵道由宇站至大畠站之間開設神代站（第一代）[2]，但是於同年10月5日結束營業[3]。
- 1900年（明治33年）7月1日 - 再次營業[4]
- 1900年（明治33年）10月1日 - 結束營業[5]
- 1901年（明治34年）7月1日 - 再次營業[6]
- 1901年（明治34年）10月1日 - 結束營業[7]
- 1903年（明治36年）7月1日 - 再次營業，直至同年9月30日[8]
- 1906年（明治39年）12月1日 - 山陽鐵道國有化（日语：鉄道国有法），成為官設鐵道車站。
- 1907年（明治40年）7月1日 - 降級至只於季節性營業的臨時車站，名為神代臨時停車場。
- 1909年（明治42年）10月12日 - 制定路線名稱。成為山陽本線車站。
- 1916年（大正5年）6月30日 - 神代臨時停車場廢止。
- 1917年（大正6年）7月13日 - 山陽本線由宇站至大畠站之間開設神代號誌站。
- 1934年（昭和9年）12月1日 - 現時岩德線，麻里布站（現時為岩國站）至周防高森站至櫛濱站之間全線開通，編入為山陽本線。而本來山陽本線麻里布站至柳井站至櫛濱站之間成為柳井線，此站也同時成為柳井線車站。
- 1944年（昭和]9年）10月11日 - 號誌站升級至車站，成為神代站（第二代）。為旅客車站。同日，柳井線全線成為雙線鐵路，再次編入為山陽本線。使此站再次成為山陽本線車站。而1934年編入成為山陽本線區間均名為岩德線。
- 1964年（昭和39年）7月25日 - 包含此站在內，山陽本線橫川站至小郡站（現時為新山口站）直流電氣化（同時全線電氣化）。
- 1987年（昭和62年）4月1日 - 伴隨國鐵分割民營化，車站由西日本旅客鐵道（JR西日本）營運。
- 1989年（平成元年） - 成為無人車站。
- 2018年（平成30年）
  - 7月6日 - 發生2018年7月西日本豪雨使車站暫停服務。
  - 7月16日 - 岩國站至柳井站之間重開。

## 車站構造
本站是地面車站，設有2面2線的相對式月台，兩月台之間透過跨線橋互相連接，站房則位於下行月台。站內設有轉轍器和絶對信號機，因此被定義為停留所。月台長度較長，但停站列車的編成較短。
此站是由德山地域鐵道部管理的無人車站。2007年春季，站內加設自動售票機。本站過去在站前的森東商店售賣車票。現時在店外前張貼「請使用售票機購買車票」告示。此站也設有男女共用的臨時廁所。

### 月台
| 月台         | 路線      | 上下行 | 方向           |
| ------------ | --------- | ------ | -------------- |
| 車站大樓一方 | ■山陽本線 | 下行   | 柳井、德山方向 |
| 車站大樓對面 | ■山陽本線 | 上行   | 岩國、廣島方向 |

- 在旅客資訊上沒有設定月台編號。

## 使用狀況
以下為近年1日平均乘車人次列表：
| 乘車人次變化 | 乘車人次變化    |
| 年度         | 1日平均乘車人次 |
| ------------ | --------------- |
| 1999         | 131             |
| 2000         | 118             |
| 2001         | 115             |
| 2002         | 93              |
| 2003         | 85              |
| 2004         | 76              |
| 2005         | 75              |
| 2006         | 78              |
| 2007         | 93              |
| 2008         | 91              |
| 2009         | 85              |
| 2010         | 90              |
| 2011         | 82              |
| 2012         | 83              |
| 2013         | 83              |
| 2014         | 75              |
| 2015         | 71              |
| 2016         | 73              |
| 2017         | 73              |
| 2018         | 68              |

## 車站周邊
車站周邊的平地較少，西北方為山邊，東南方為海邊
- 岩國市立神東小學
- 神西小學
- 國道188號（日语：国道188号）

## 相鄰車站
西日本旅客鐵道
■山陽本線
由宇－神代－大畠

## 注腳
1. ↑  .   [2020-03-29]. （原始内容存档于2020-04-23）.
2. ↑  「停車場設置」『官報』1899年07月28日（國立國會圖書館數碼化收藏資料）
3. ↑  「停車場閉鎖」『官報』1899年10月23日（國立國會圖書館數碼化收藏資料）
4. ↑  「停車場開始」『官報』1900年6月28日（國立國會圖書館數碼化收藏資料）
5. ↑  「停車場閉鎖」『官報』1900年9月29日（國立國會圖書館數碼化收藏資料）
6. ↑  「停車場開始」『官報』1901年7月8日（國立國會圖書館數碼化收藏資料）
7. ↑  「停車場閉鎖」『官報』1901年10月5日（國立國會圖書館數碼化收藏資料）
8. ↑  「停車場開始」『官報』1903年6月24日（國立國會圖書館數碼化收藏資料）
9. ↑  山口縣統計年鑑

## 外部連結
- 神代｜車站資訊：JR出門網 - 西日本旅客鐵道